# 407 Arahna
407 Arahna (mednarodno ime je 407 Arachne) je asteroid tipa C (po Tholenu)  v asteroidnem pasu. 

## Odkritje
Asteroid je odkril nemški astronom Max Wolf ( 1863 – 1932) 13. oktobra 1895 v Heidelbergu, Nemčija. Imenuje se po Arahni, ženski iz grške mitologije. 

## Lastnosti
Asteroid Arahna obkroži Sonce v 4,25 letih. Njegova tirnica ima izsrednost 0,070, nagnjena pa je za 7,527° proti ekliptiki. Njegov premer je 95,07 .